# Закон о ценных бумагах (1933)
Закон о ценных бумагах, 1933 США (англ. The Securities Act of 1933 или The 'Truth in Securities' law) — закон, принятый Конгрессом США в 1933 году с целью восстановления доверия инвесторов к рынку ценных бумаг.
Согласно требованиям этого закона, инвесторы могут получить финансовую и прочую информацию о компании, выпустившей ценные бумаги. Закон запрещает предоставление неверной и искаженной информации.